# Cacosceles newmannii
Cacosceles newmannii là một loài bọ cánh cứng trong họ Cerambycidae.